# 太田町 (横浜市)
太田町（おおたまち）は、神奈川県横浜市中区の町名。現行行政地名は太田町。「字丁目」として1丁目から6丁目までが設けられている。住居表示未実施。

## 地理
横浜の関内地区に南東－北西に走る、北西方向への一方通行の市道（太田町通り）に沿った約700mの細長い町域を持ち、南東が1丁目となる。南東はみなと大通をはさんで日本大通に接し、北東は弁天通、南西は相生町に挟まれる。6丁目は大岡川に突き当たり、本町通り（国道133号）の弁天橋が桜木町駅方面に通じている。各丁目の境には、1・2丁目境にベイスターズ通、2・3丁目境に関内桜通、3・4丁目境に関内大通、4・5丁目境に馬車道、5・6丁目境に博物館通が横切る。横浜中心部のビジネス街で、中小規模のオフィスビルが多かったが、近年は2丁目にテレビ神奈川やSBI大学院大学などが入る横浜メディア・ビジネスセンター（2004年竣工）、3丁目にスルガ銀行やSBJ銀行、横浜市建築局などが入るJNビル（2007年竣工）など大型の建築物も建つ。3丁目にはマンションもあり、太田町の中では最も人口が多い。馬車道に近い4・5丁目には飲食店が多く、1丁目には横浜太田町郵便局がある。この付近では、尾上町（おのえちょう）や山下町（やましたちょう）など「町」を「ちょう」と読ませる場合が多いが、太田町は関内地区で唯一「おおたまち」と読む。

## 歴史
現在の太田町・弁天通付近から港町にかけては1850年（嘉永3年）から1856年（安政3年）に、三河国碧海郡川島村出身の太田屋佐兵衛が開発者となり、叔父の源左衛門が差配して太田屋新田として開拓された。町名は、この太田屋新田に因む。1859年に、横浜港開港に際し太田屋新田の一部が太田町として成立し、北西から1～5丁目が設けられた。1861年（文久元年）に6～8丁目に拡張したが、のちに7・8丁目は外国人居留地に編入された。1866年（慶応2年）の豚屋火事以降は商館などが建ち、市街化が進んだ。1868年（明治元年）に洲干町通と弁財天町の一部と末広町を編入、1871年には丁目の並びを南東から1～6丁目に改めた。1889年（明治22年）4月1日に横浜市に市制施行され、1927年（昭和2年）に、区制施行により横浜市中区の一部となる。
2022年（令和4年）11月1日より、太田町1丁目から6丁目は神奈川県暴力団排除条例に基づき暴力団排除特別強化地域に指定されることとなった。地域内では飲食店などの特定営業者と暴力団員との間でみかじめ料のやりとりや用心棒などの役務提供・依頼などが禁止され、違反者は金銭の支払いや役務を依頼した側であっても懲役1年以下または罰金50万円以下の罰則が科される。

## 世帯数と人口
2025年（令和7年）6月30日現在（横浜市発表）の世帯数と人口は以下の通りである。なお、2丁目と4丁目は秘匿のため合算で表記する。
| 丁目               | 世帯数  | 人口  |
| ------------------ | ------- | ----- |
| 太田町1丁目        | 37世帯  | 42人  |
| 太田町2丁目・4丁目 | 20世帯  | 28人  |
| 太田町3丁目        | 198世帯 | 314人 |
| 太田町5丁目        | 40世帯  | 62人  |
| 太田町6丁目        | 101世帯 | 134人 |
| 計                 | 396世帯 | 580人 |

### 人口の変遷
国勢調査による人口の推移。
| 年                 | 人口 |
| ------------------ | ---- |
| 1995年（平成7年）  | 103  |
| 2000年（平成12年） | 125  |
| 2005年（平成17年） | 290  |
| 2010年（平成22年） | 467  |
| 2015年（平成27年） | 496  |
| 2020年（令和2年）  | 609  |

### 世帯数の変遷
国勢調査による世帯数の推移。
| 年                 | 世帯数 |
| ------------------ | ------ |
| 1995年（平成7年）  | 53     |
| 2000年（平成12年） | 64     |
| 2005年（平成17年） | 214    |
| 2010年（平成22年） | 313    |
| 2015年（平成27年） | 319    |
| 2020年（令和2年）  | 417    |

## 学区
市立小・中学校に通う場合、学区は以下の通りとなる（2024年11月時点）。
| 丁目        | 番地 | 小学校             | 中学校                 |
| ----------- | ---- | ------------------ | ---------------------- |
| 太田町1丁目 | 全域 | 横浜市立本町小学校 | 横浜市立横浜吉田中学校 |
| 太田町2丁目 | 全域 | 横浜市立本町小学校 | 横浜市立横浜吉田中学校 |
| 太田町3丁目 | 全域 | 横浜市立本町小学校 | 横浜市立横浜吉田中学校 |
| 太田町4丁目 | 全域 | 横浜市立本町小学校 | 横浜市立横浜吉田中学校 |
| 太田町5丁目 | 全域 | 横浜市立本町小学校 | 横浜市立横浜吉田中学校 |
| 太田町6丁目 | 全域 | 横浜市立本町小学校 | 横浜市立横浜吉田中学校 |

## 事業所
2021年現在の経済センサス調査による事業所数と従業員数は以下の通りである。
| 丁目        | 事業所数  | 従業員数 |
| ----------- | --------- | -------- |
| 太田町1丁目 | 74事業所  | 736人    |
| 太田町2丁目 | 103事業所 | 1,021人  |
| 太田町3丁目 | 27事業所  | 112人    |
| 太田町4丁目 | 101事業所 | 2,156人  |
| 太田町5丁目 | 37事業所  | 274人    |
| 太田町6丁目 | 126事業所 | 1,517人  |
| 計          | 468事業所 | 5,816人  |

### 事業者数の変遷
経済センサスによる事業所数の推移。
| 年                 | 事業者数 |
| ------------------ | -------- |
| 2016年（平成28年） | 423      |
| 2021年（令和3年）  | 468      |

### 従業員数の変遷
経済センサスによる従業員数の推移。
| 年                 | 従業員数 |
| ------------------ | -------- |
| 2016年（平成28年） | 5,295    |
| 2021年（令和3年）  | 5,816    |

## 施設
- 横浜太田町郵便局
- 東横イン

## その他

### 日本郵便
- 郵便番号：231-0011[3]（集配局：横浜港郵便局[21]）

### 警察
町内の警察の管轄区域は以下の通りである。
| 丁目        | 番・番地等 | 警察署       |
| ----------- | ---------- | ------------ |
| 太田町1丁目 | 全域       | 加賀町警察署 |
| 太田町2丁目 | 全域       | 加賀町警察署 |
| 太田町3丁目 | 全域       | 加賀町警察署 |
| 太田町4丁目 | 全域       | 加賀町警察署 |
| 太田町5丁目 | 全域       | 加賀町警察署 |
| 太田町6丁目 | 全域       | 加賀町警察署 |